# ایوان بودیول
ایوان بودیول (انگلیسی: Ivan Bodiul; زاده ۳ ژانویه ۱۹۱۸ [O.S. 21 december 1917] – درگذشته ۲۷ ژانویهٔ ۲۰۱۳) سیاستمدار، و پرسنل نظامی اهل اتحاد جماهیر شوروی سوسیالیستی بود.
ایوان بودیول در ۲۷ ژانویه ۲۰۱۳، در سن ۹۵ سالگی درگذشت.
وی همچنین برندهٔ جوایزی همچون نشان لنین شده‌است.